# L’Étoile (Somme)
L’Étoile (picardisch: L’Étoèle) ist eine nordfranzösische Gemeinde mit 1142 Einwohnern (Stand 1. Januar 2022) im Département Somme in der Region Hauts-de-France. Die Gemeinde liegt im Arrondissement Amiens und gehört zum Kanton Flixecourt.

## Geographie
L’Étoile liegt am rechten Ufer der Somme rund vier Kilometer westlich von Flixecourt und erstreckt sich nach Norden über die Autoroute A16 hinaus. Die südöstliche Gemeindegrenze gegen Flixecourt bildet das Flüsschen Nièvre.

## Geschichte
In L’Étoile stand in Richtung Long das neolithische Champ de Bataille. Auf der Anhöhe über dem Ort befand sich ein gallisches Oppidum (Camp de César).
Ein merowingischer Friedhof wurde 1817 gefunden. Seit 1146 (oder 1165) bestand in Moréaucourt ein Benediktinerdoppelkloster der Kongregation von Fontrevaud, das 1635 nach Amiens verlegt wurde, und an das heute noch das Gehöft L’Abbaye erinnert.
Im Zweiten Weltkrieg wurde der Ort im Mai 1940 evakuiert. Er wurde mit dem Croix de guerre ausgezeichnet.

## Wirtschaft
Am Ufer der Somme steht der Fabrikkomplex Les Moulins Bleus mit Bahnanschluss von Flixecourt (ehemalige Textilfabrik).

## Einwohner
| 1962 | 1968 | 1975 | 1982 | 1990 | 1999 | 2006 | 2018 |
| ---- | ---- | ---- | ---- | ---- | ---- | ---- | ---- |
| 1638 | 1650 | 1554 | 1446 | 1334 | 1305 | 1249 | 1190 |

## Sehenswürdigkeiten
- Ruinen des Klosters Moréaucourt, seit 1926 als Monument historique eingetragen (Base Mérimée PA00116149)
- Camp de César, gallisches Oppidum, seit 1862 als Monument historique klassifiziert (Base Mérimée PA00116148)
- Ruinen der Kirche Saint-Jacques
- Kapelle Sainte-Ane

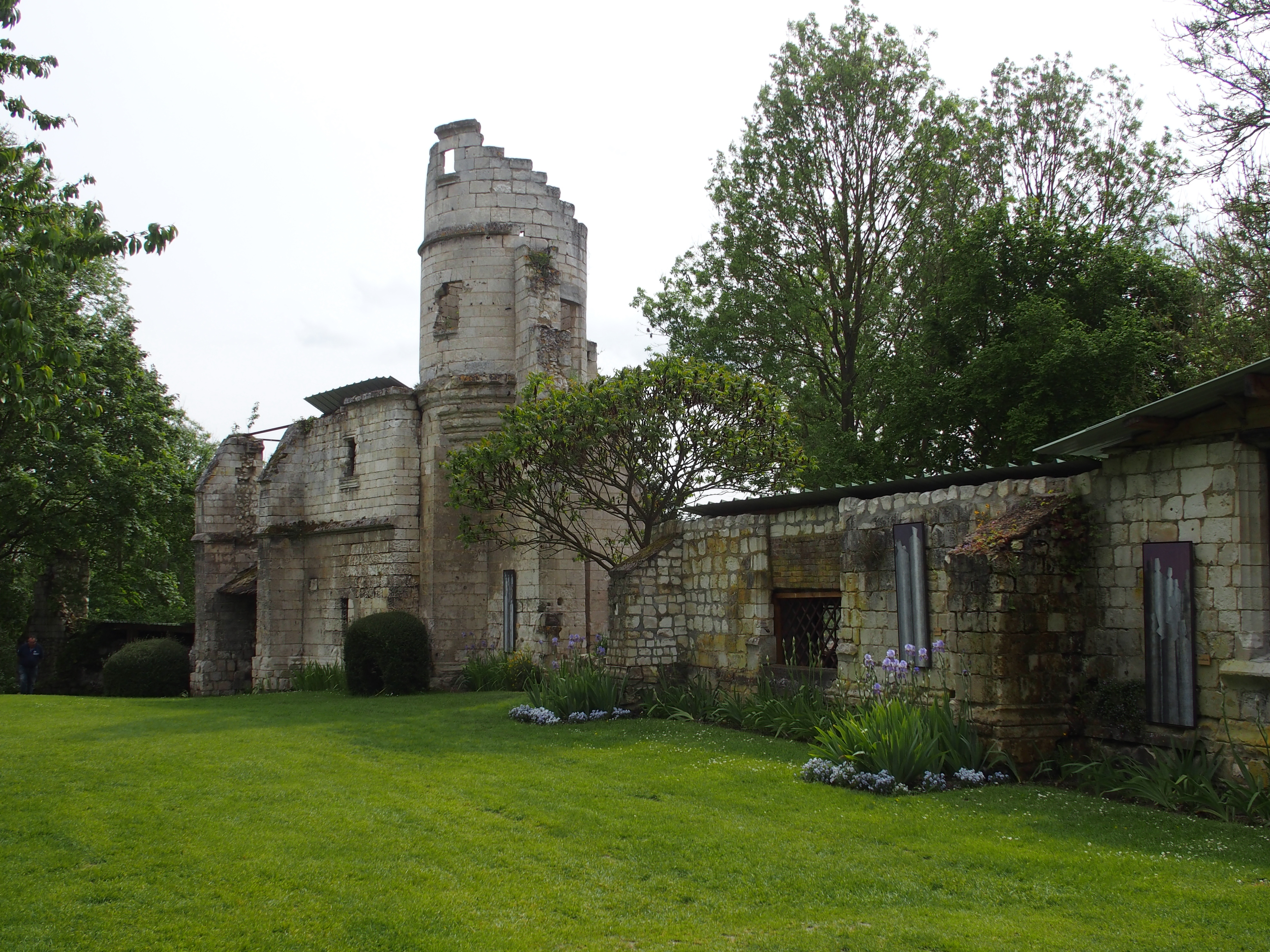
Reste des Klosters Moréaucourt
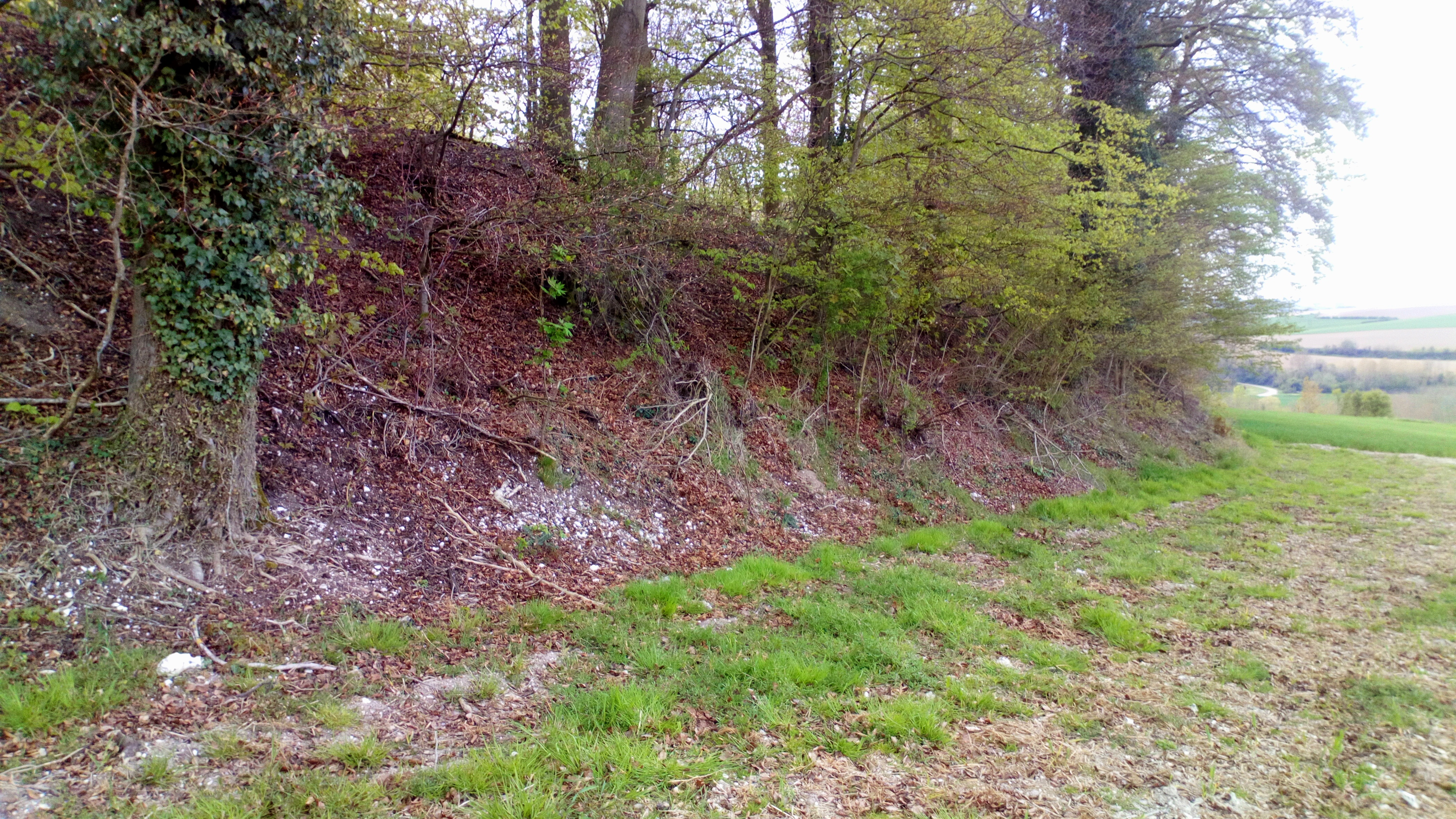
Reste des gallischen Oppidums
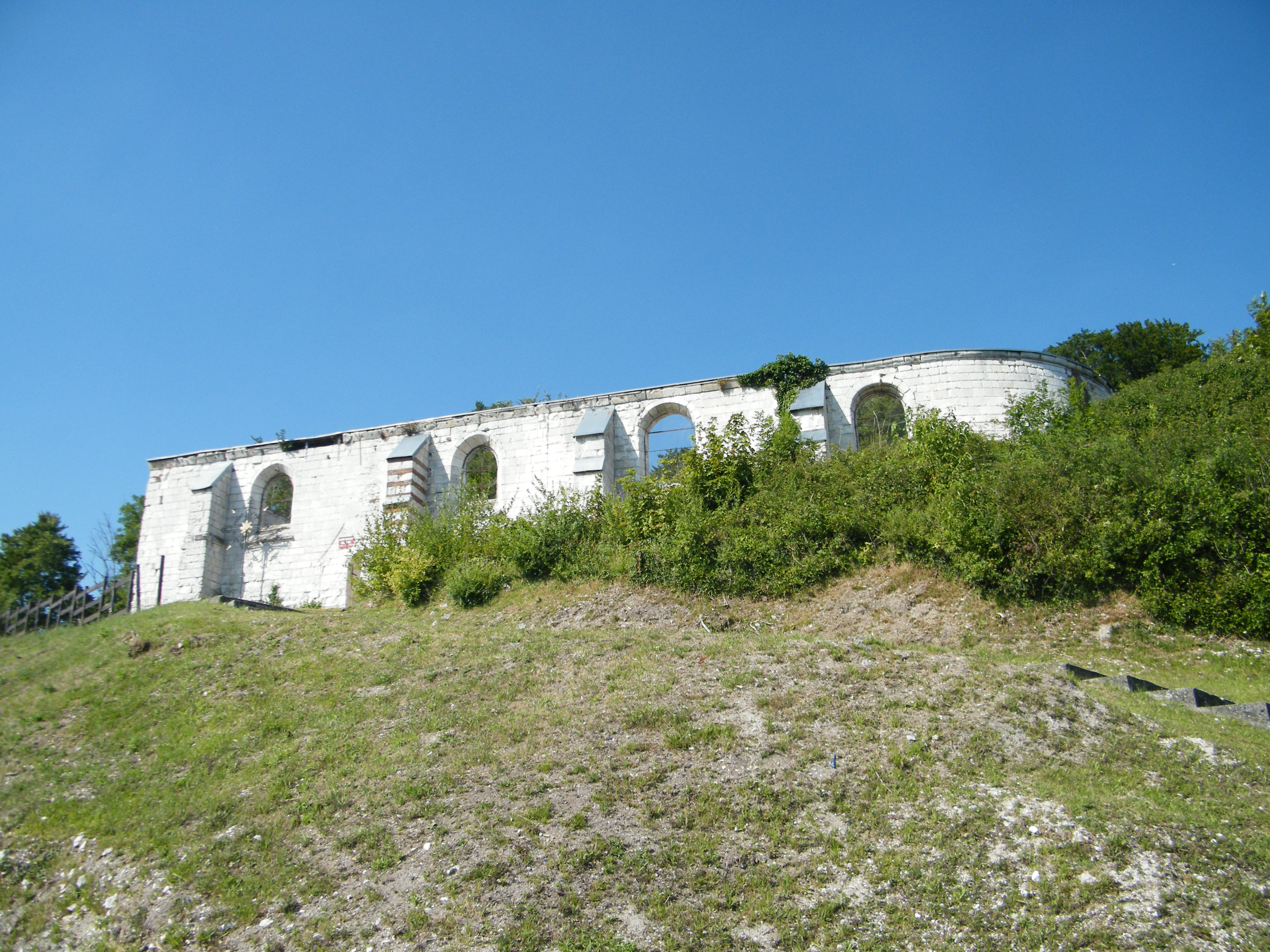
Reste der Kirche Saint-Jacques
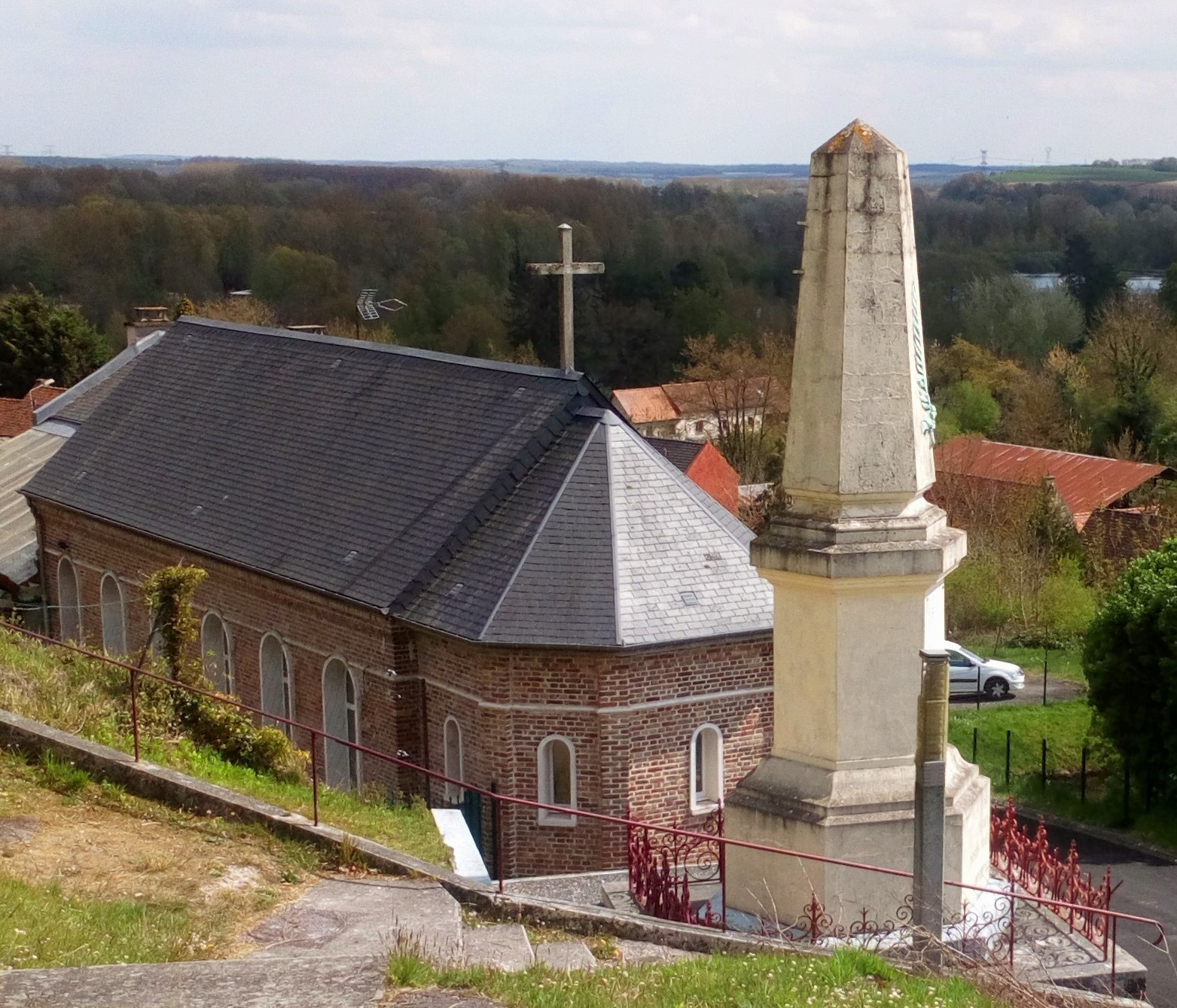
Kapelle Sainte-Anne und Gefallenendenkmal

## L’Étoile im Film
Der Ort ist einer der Schauplätze des Films Louise Hires a Contract Killer von Benoît Delépine und Gustave Kervern.